# Seznam představitelů Příbrami

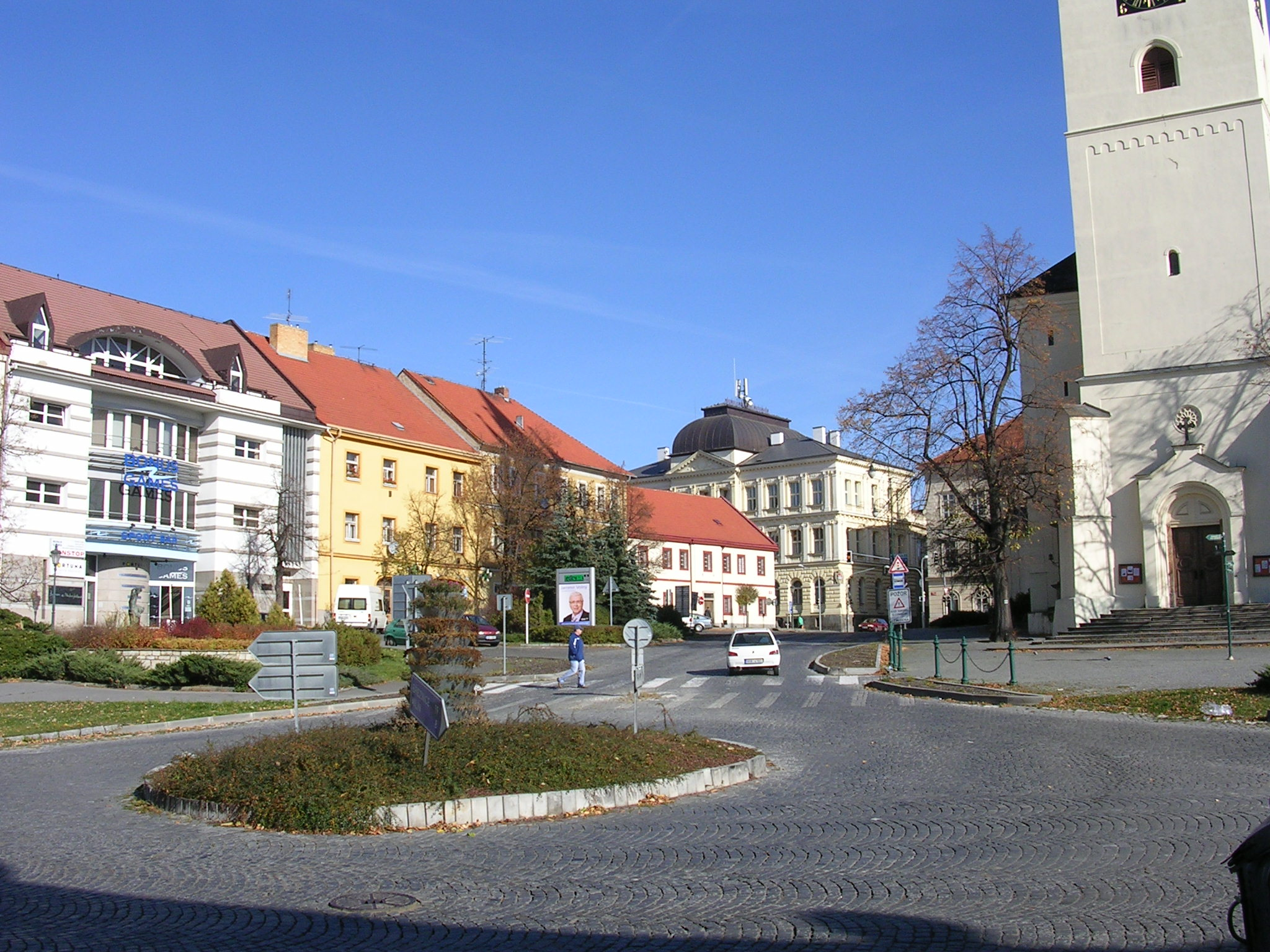
budova radnice v Příbrami (v pozadí) slouží jako sídlo představitelů města Příbrami od roku 1893

Seznam představitelů Příbrami je chronologický seznam příbramských purkmistrů (1850–1863), starostů (od 1863; včetně předsedů správní komise) a předsedů národního výboru (1918 a 1945–1990).

## Seznam
| Č. | Portrét                 | Jméno                          | Od                 | Do              | Funkce                                          | Strana  |
| -- | ----------------------- | ------------------------------ | ------------------ | --------------- | ----------------------------------------------- | ------- |
| 1  | Není dostupný portrét   | František Koller (1802–1877)   | 1850               | 1858            | první purkmistr, mydlář, název ulice            |         |
| 2  | Není dostupný portrét   | Jan Auer (?–?)                 | 1858               | 1861            | purkmistr                                       |         |
| 3  | Není dostupný portrét   | Maxmilián Bradáček (?–?)       | 1861               | 1863            | purkmistr                                       |         |
| 4  | Karel Hail po roce 1880 | Karel Hail (1819–1893)         | 1863               | 1864            | starosta                                        |         |
| 5  | Není dostupný portrét   | MUDr. Kristán z Alemannů (?–?) | 1864               | 1866            | starosta                                        |         |
| 6  | Není dostupný portrét   | Josef Wimmer (?–?)             | 1866               | 1867            | starosta                                        |         |
| 7  | Karel Hail po roce 1880 | Karel Hail (1819–1893)         | 1867               | 1893            | starosta                                        |         |
| 8  | Není dostupný portrét   | MUDr. Josef Klauda (1824–1896) | 1893               | 1895            | starosta a hudebník, název ulice                |         |
| 9  | Není dostupný portrét   | Blažej Mixa (1834–1915)        | 1895               | 1909            | starosta                                        |         |
| 10 | Není dostupný portrét   | JUDr. Max z Alemannů (?–?)     | 1909               | 1918            | starosta                                        |         |
| 11 | Hynek Klička (1907)     | Hynek Klička (1867–1949)       | 1918               | 1918            | předseda okresního revolučního Národního výboru | ČSSD    |
| 12 | Není dostupný portrét   | Leopold Čížek (?–?)            | 1918               | 1919            | úřadující náměstek starosty                     |         |
| 13 | Není dostupný portrét   | František Klíma (?–?)          | 1919               | 1919            | předseda správní komise                         |         |
| 14 | Není dostupný portrét   | Josef Skopeček (?–?)           | 1919               | 1923            | starosta                                        | ČSSD    |
| 15 | Není dostupný portrét   | František Pešek (?–?)          | 1924               | 1928            | starosta                                        | ČSL     |
| 16 | Není dostupný portrét   | Augustin Čižek (1877–1946)     | 1928               | 1941            | starosta                                        | ČSL     |
| 17 | Není dostupný portrét   | Ing. mont. Jan Holický (?–?)   | 1941               | 1942            | předseda správní komise                         | NS      |
| 18 | Není dostupný portrét   | Josef Chalupa (?–?)            | 1942               | 1943            | předseda správní komise                         | NS      |
| 19 | Není dostupný portrét   | Štěpán Straka (?–?)            | 1943               | 1945            | předseda správní komise                         | NS      |
| 20 | Není dostupný portrét   | František Pavlíček (?–?)       | 1945               | 1945            | předseda Národního revolučního výboru           |         |
| 21 | Není dostupný portrét   | JUDr. Bohdan Podlena (?–?)     | 1945               | 1945            | ředitel úřadů, pověřený řízením prozatímního NV |         |
| 22 | Není dostupný portrét   | Ludvík Zíbrt (?–?)             | 1945               | 1946            | předseda MěNV                                   |         |
| 23 | Není dostupný portrét   | Josef Tomek (?–?)              | 1946               | 1948            | předseda MěNV                                   | ČSNS    |
| 24 | Není dostupný portrét   | Ing. C. Václav Mašek (?–?)     | 1948               | 1949            | předseda MěNV                                   |         |
| 25 | Není dostupný portrét   | Ing. C. Václav Hippmann (?–?)  | 1949               | 1951            | předseda MěNV                                   | KSČ     |
| 26 | Není dostupný portrét   | Jindřich Kozohorský (?–?)      | 1951               | 1954            | předseda MěNV                                   | KSČ     |
| 27 | Není dostupný portrét   | František Junek (?–?)          | 1954               | 1967            | předseda MěNV                                   | KSČ     |
| 28 | Není dostupný portrét   | Zdeněk Pečenka (?–?)           | 1967               | 1968            | předseda MěNV                                   | KSČ     |
| 29 | Není dostupný portrét   | Jaroslav Polák (?–?)           | 1968               | 1976            | předseda MěNV                                   | KSČ     |
| 30 | Není dostupný portrét   | Ing. Josef Černý (?–?)         | 1976               | 1988            | předseda MěNV                                   | KSČ     |
| 31 | Není dostupný portrét   | Mgr. Jiří Machala (?–?)        | 1988               | 1990            | předseda MěNV                                   | KSČ     |
| 32 | Není dostupný portrét   | Mgr. Jaroslav Hodrment (?–?)   | 1990               | 1990            | předseda MěNV a poté starosta                   | OF      |
| 33 | Není dostupný portrét   | Mgr. Václav Chvál (1953–2009)  | 1990               | 1991            | starosta                                        | OF      |
| 34 | Není dostupný portrét   | Mgr. Josef Vacek (* 1959)      | 1991               | 2002            | starosta                                        | KDU-ČSL |
| 35 | Není dostupný portrét   | Ing. Ivan Fuksa (* 1963)       | 2002               | 2006            | starosta                                        | ODS     |
| 36 | Josef Řihák (2012)      | MVDr. Josef Řihák (* 1959)     | 2006               | 2012            | starosta                                        | ČSSD    |
| 37 | Není dostupný portrét   | Ing. Pavel Pikrt (* 1963)      | 2012               | 2014            | starosta                                        | ČSSD    |
| 38 | Není dostupný portrét   | Ing. Jindřich Vařeka (* 1963)  | 24. listopadu 2014 | 20. května 2019 | starosta                                        | ANO     |
| 39 | Není dostupný portrét   | Mgr. Jan Konvalinka (* 1983)   | 20. května 2019    | úřadující       | starosta                                        | ANO     |